# Capeliano

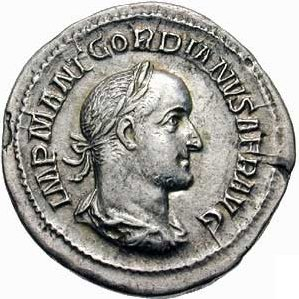
Sestercio de Gordiano II, derrotado y muerto en combate por Capeliano en la batalla de Cartago (238).

Capeliano (en latín: Capelianus; floreció en el 238) fue un gobernador romano de la provincia de Numidia en el siglo III y comandante del ejército que derrotó y mató a Gordiano II en 238, el año de los seis emperadores.

## Biografía
Nada se sabe a ciencia cierta sobre el origen de la familia de Capeliano, pero probablemente fuese de rango senatorial, procedente de Cirta, en Numidia. Su cursus honorum comenzó de pretor, para convertirse después en legatus Augusti pro praetore Numidiae a instancias del emperador Maximino el Tracio. Como gobernador de Numidia, controlaba la única legión estacionada en África, la Legio III Augusta.
Herodiano relata que tenía una fuerte animosidad hacia Gordiano II a causa de un litigio no especificado. Gordiano II, en su aclamación frente a Maximino el Tracio como coemperador con su padre Gordiano I, gobernador de la provincia vecina de África, ordenó la sustitución de Capeliano. Éste, aliado con Maximino, en lugar de acatar las órdenes, se puso al frente de un ejército y marchó contra Cartago, pues sus fuerzas eran numéricamente superiores y estaban mejor entrenadas porque su provincia, Numidia, a diferencia de la de África, estaba fuertemente guarnecida contra las incursiones de los bereberes, con lo que fácilmente derrotaron a las de Gordiano, quien pereció en el combate.
Después, permitió que sus soldados dieran rienda suelta al saqueo de la provincia de África, con la esperanza de mantener al ejército a su favor, en caso de que surgiera la oportunidad de proclamarse él mismo, emperador. Pero esta oportunidad, presumiblemente, no llegó a presentarse pues ya nunca se supo más de Capeliano.